# Lauryn Hill

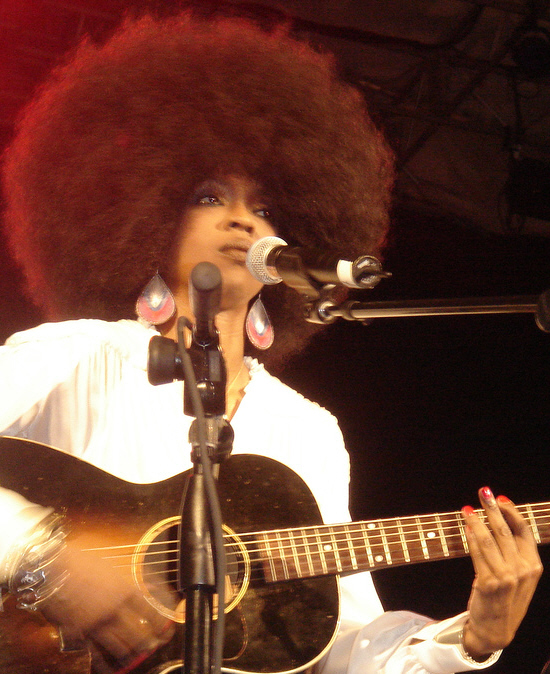
Lauryn Hill tijdens een optreden in Central Park in 2005

Lauryn Hill (South Orange (New Jersey), 26 mei 1975) is een Amerikaans hiphop-zangeres en actrice.

## Biografie
Hill groeide in een relatief goede buurt op als dochter van een lerares Engels en een computeradviseur. Op jonge leeftijd werkte ze mee aan de soap As the World Turns en de film Sister Act 2.
Toen ze op de middelbare school Pras Michel en Wyclef Jean ontmoette, begonnen zij een hiphopgroep: de Fugees. Het eerste album van de groep, Blunted on Reality (1994), sloeg niet aan, maar hun liveoptredens hielden de drie aan het werk. Met het tweede en tevens laatste album van de groep, The Score (1996), braken ze door.
Na het uiteengaan van de Fugees probeerden de diverse leden het solo. Hill bleek het succesvolst: van het album The Miseducation of Lauryn Hill werden wereldwijd tien miljoen exemplaren verkocht en Hill had verschillende hits. Ook werd ze de eerste vrouw die tien keer genomineerd werd voor een Grammy en er vijf won. In 2020 kwam dit album in de top 10 van de 500 beste albums aller tijden van het Amerikaanse blad Rolling Stone.

Vervolgens deed Hill produceer- en schrijfwerk voor onder anderen Aretha Franklin en Mary J. Blige. Ook pakte ze haar acteercarrière weer op.
Op 22 mei 2024 werd The Miseducation of Lauryn Hill door Apple Music uitgeroepen tot nummer 1 op de lijst 100 Beste Albums.

## Activisme en controverse
In 2003 uitte Hill tijdens een kerstconcert in het Vaticaan kritiek op de Rooms-Katholieke Kerk ten tijde van het bekend worden van de seksuele mishandelingen van minderjarige jongens door priesters. Tegenover 7500 genodigden verklaarde ze: "Ik begrijp dat wat ik zeg sommigen van u zou kunnen kwetsen. Ik wil u vragen wat u te zeggen heeft over de levens die zijn verwoest." Ze riep de Kerk op om spijt te betuigen.
De reactie op haar oproep was gevarieerd. De Catholic League noemde Hill 'ziekelijk ellendig' en merkte op dat haar carrière 'al in verval' is en alleen maar zal verslechteren. Bisschop Rino Fisichella vond de toespraak getuigen van slechte smaak, slechte manieren en gebrek aan respect. Vele bloggers vonden haar oproep echter getuigen van moed. Hills enige officiële reactie op het commentaar van Fisichella, na haar terugkomst in New York, was: "Wat ik heb gezegd was de waarheid. Betekent het vertellen van de waarheid dat je slechte manieren hebt? Wat ik de Kerk heb gevraagd is om spijt te betuigen voor wat er is gebeurd".
In 2013 zat Hill een gevangenisstraf van drie maanden uit wegens belastingontduiking.

## Discografie

### Albums
| Album met eventuele hitnotering(en) in de Nederlandse Album Top 100 | Datum van verschijnen | Datum van binnenkomst | Hoogste positie | Aantal weken | Opmerkingen |
| ------------------------------------------------------------------- | --------------------- | --------------------- | --------------- | ------------ | ----------- |
| The Miseducation of Lauryn Hill                                     | 1998                  | 03-10-1998            | 11              | 66           |             |
| MTV Unplugged No. 2.0                                               | 2002                  | 18-05-2002            | 40              | 7            |             |

| Album met hitnotering(en) in de Vlaamse Ultratop 200 albums | Datum van verschijnen | Datum van binnenkomst | Hoogste positie | Aantal weken | Opmerkingen |
| ----------------------------------------------------------- | --------------------- | --------------------- | --------------- | ------------ | ----------- |
| The Miseducation of Lauryn Hill                             | 1998                  | 10-10-1998            | 10              | 44           |             |
| MTV Unplugged No. 2.0                                       | 2002                  | 01-06-2002            | 34              | 5            |             |

### Overige albums
- 2000: An Invitation to the Best of Lauryn Hill (compilatie)
- 2005: J. Period Presents Lauryn Hill – The Best of Lauryn Hill, Vol. 1 (compilatie)
- 2008: Ms. Hill (compilatie)
- 2020: Live In Tokyo, Japan ‘99 (live-album)

### Singles
| Single met eventuele hitnotering(en) in de Nederlandse Top 40 | Datum van verschijnen | Datum van binnenkomst | Hoogste positie | Aantal weken | Opmerkingen                  |
| ------------------------------------------------------------- | --------------------- | --------------------- | --------------- | ------------ | ---------------------------- |
| Doo Wop (That Thing)                                          | 1998                  | 26-09-1998            | 4               | 11           | Alarmschijf                  |
| Ex-Factor                                                     | 1999                  | 06-03-1999            | Tip 2           | -            |                              |
| Everything Is Everything                                      | 1999                  | 24-07-1999            | 33              | 4            |                              |
| Turn Your Lights Down Low                                     | 1999                  | 27-11-1999            | 5               | 13           | Alarmschijf (met Bob Marley) |

| Single met hitnotering(en) in de Vlaamse Ultratop 50 | Datum van verschijnen | Datum van binnenkomst | Hoogste positie | Aantal weken | Opmerkingen         |
| ---------------------------------------------------- | --------------------- | --------------------- | --------------- | ------------ | ------------------- |
| Everything Is Everything                             | 1998                  | 07-08-1999            | tip 13          |              |                     |
| Doo Wop (That Thing)                                 | 1998                  | 24-10-1998            | 35              | 6            |                     |
| Turn Your Lights Down Low                            | 1999                  | 08-01-2000            | 24              | 11           | met Bob Marley      |
| Ex-Factor                                            | 1998                  | 13-03-1999            | tip 8           |              |                     |
| Feeling Good                                         | 2015                  | 25-07-2015            | tip 53          |              | als Ms. Lauryn Hill |

## Filmografie
- As the World Turns (1991) (televisieserie) - Kira Johnson
- Sister Act 2: Back in the Habit (1993) - Rita Louise Watson
- King of the Hill (1993) - Liftmonteur
- Hav Plenty (1997) - Debra (cameo)
- Restaurant (1998) - Leslie
- Busted (2012) - Toya (kortfilm)
- Concerning Violence (2014) - Verteller (documentaire)

#### Videoclips
- Fugees: Boof Baf (1994)
- Fugees: Nappy Heads (1994)
- Fugees: Vocab (1994)
- Fugees: Fu-Gee-La (1996)
- Nas Feat. Lauryn Hill: If I Ruled the World (1996)
- Fugees: Ready or Not (1996)
- Fugees Feat. Stephen Marley: No Woman, No Cry (1996)
- Fugees: Killing Me Softly (1996)
- Wyclef Jean & Refugee All Stars: Guantanamera (1997)
- Common Feat. Lauryn Hill: Retrospect for Life (1997) - ook regie
- Aretha Franklin: A Rose Is Still a Rose (1998) - ook regie
- Doo Wop (That Thing) (1998)
- Everything Is Everything (1999)
- Bob Marley Feat. Lauryn Hill: Turn Your Lights Down Low (1999)
- All Star Tribute: What's Going On (2001)
- Teyana Taylor Feat. Ms. Lauryn Hill: We Got Love (2020)